# Guirakuckuck

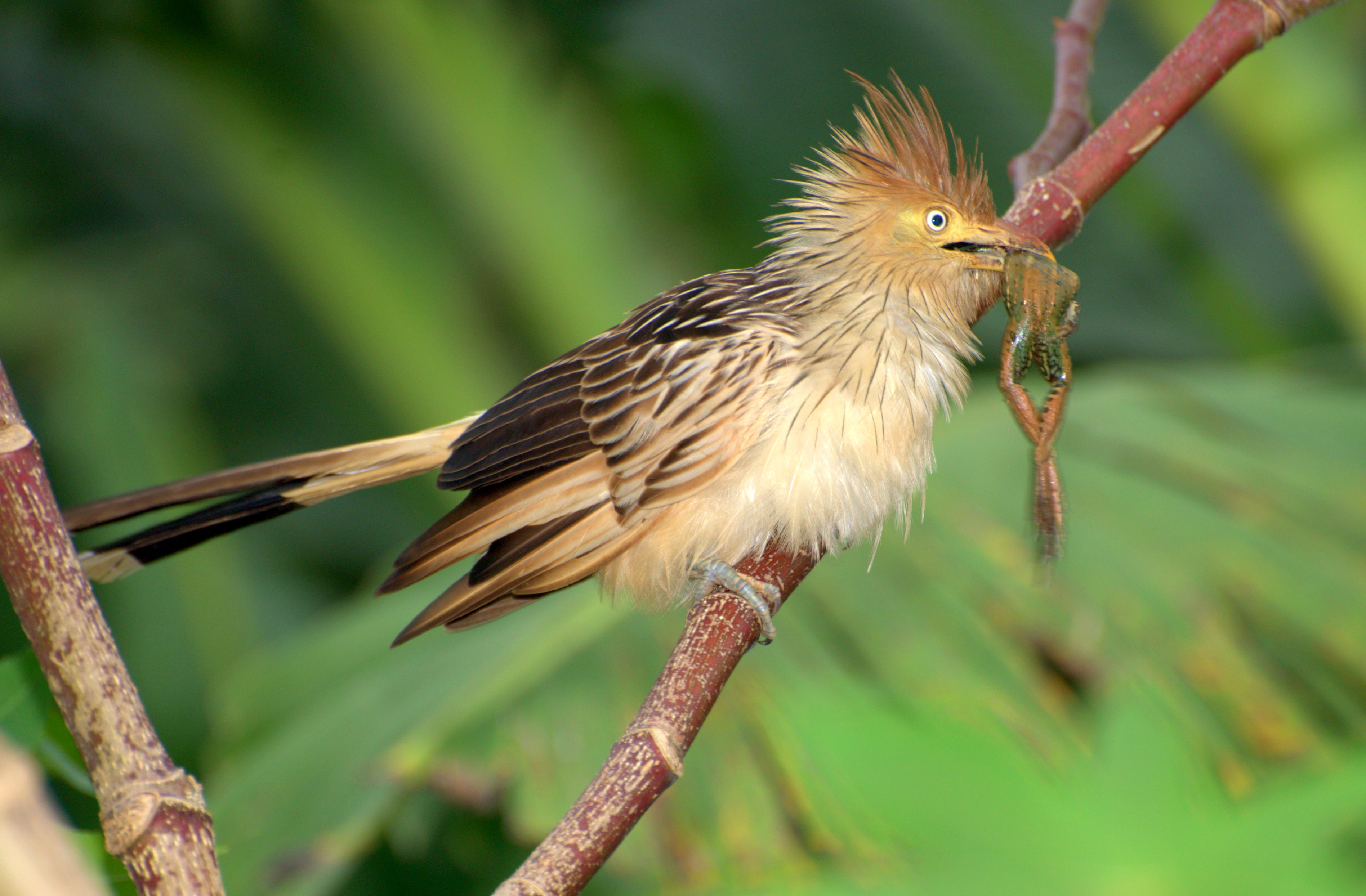
Guirakuckuck mit einem gefangenen Frosch

Der Guirakuckuck (Guira guira) gehört zu den Kuckucksvögeln und ist im östlichen Südamerika beheimatet. Er ist der einzige Vertreter der Gattung Guira und in Teilen seines Verbreitungsgebietes ein häufiger Vogel. Gewöhnlich ist er in kleineren Trupps zu beobachten. Berüchtigt ist der Vogel wegen seines strengen Körpergeruches.
Der Guirakuckuck gehört nicht zu den obligat brutschmarotzenden Arten der Kuckucke, sondern zieht seine Jungvögel gewöhnlich in Gemeinschaftsnestern groß. Ein fakultativer Brutparasitismus kommt bei dieser Art jedoch vor. Es kommt dabei zu Konflikten, wie viele Eier ein jeweiliges Weibchen in das Gemeinschaftsnest legt, was dazu führt, dass einzelne Eier aus dem Gemeinschaftsgelege entfernt und gelegentlich auch frisch geschlüpfte Nestlinge getötet werden. Guirakuckucke legen als sogenannte fakultative Brutschmarotzer gelegentlich auch Eier in die Nester von Vögeln wie dem Glattschnabelani, Schopfkarakara, Chimangokarakara, Bandpflanzenmäher und Bronzekiebitz.

## Merkmale
Der Guirakuckuck erreicht eine Körperlänge zwischen 36 und 42 Zentimeter, davon entfallen durchschnittlich 20 Zentimeter auf den Schwanz. Sein Körpergewicht beträgt durchschnittlich 140 Gramm. Die Flügel sind kurz und abgerundet. Die Körperoberseite ist dunkelbraun mit einer weißen Strichelung, die Köderunterseite ist weißlich beige und weist an Kehle und Brust eine sehr feine schwarze Strichelung auf.
Die ockerfarbene Federhaube ist schütter, das ungefiederte Gesicht ist blass gelb bis blass grünlich. Der Schnabel ist normalerweise gelb, kann aber bei einzelnen Individuen auch einen orangen oder lachsfarbenen Ton haben. Die Iris ist bei adulten Vögeln gewöhnlich gelb oder gelblich-weiß, einzelne Individuen haben jedoch auch orangefarbene Iris.
Jungvögel gleichen den adulten Vögeln, ihre Schwungfedern weisen am Ende jedoch noch kleine weiße Flecken auf. Das weiße Band am Ende der Schwanzfedern ist bei ihnen schmäler, ihre Iris ist noch grau.
Der Flug wirkt ungeschickt und ist langsam. Flugphasen mit Flügelschlägen wechseln dabei mit kurzen Gleitphasen ab.

## Verbreitungsgebiet und Lebensraum
Der Guirakuckuck kommt in Bolivien, Paraguay, Brasilien, Uruguay und Argentinien vor, er ist in seinem jeweiligen Verbreitungsgebiet ein Standvogel.
Der Lebensraum des Guirakuckucks sind Savannen: Entsprechend kommt er in der Cerrado, Gran Chaco und Pampa Südamerikas vor. Er besiedelt außerdem Waldränder, Felder und Gärten. Der Guirakuckuck dringt auch in Vorstädten und Parks sowie in Obstplantagen vor oder hält sich entlang von Straßen auf. Entlang der Anden ist er bis auf 1800 Höhenmeter zu beobachten. Auf Grund der Abholzung von Wäldern in Südamerika hat sich sein Verbreitungsgebiet ausgedehnt.

## Verhalten

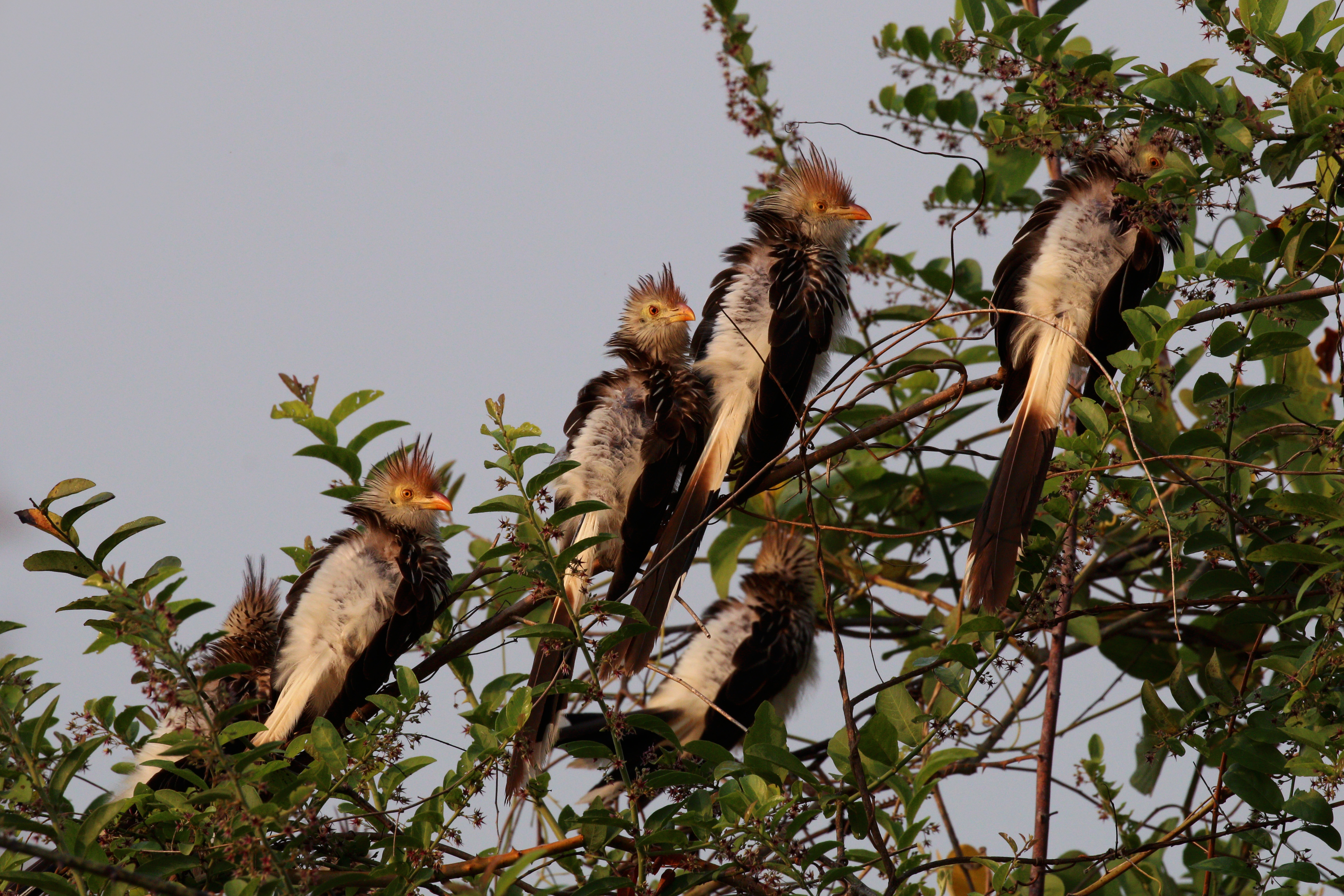
Guirakuckucke sind häufig in kleinen Trupps zu beobachten

Guirakuckucks sind auffällige Vögel, die oft zu beobachten sind, wenn sie auf Büschen, Drahtzäunen, Masten ansitzen oder am Boden nach Nahrung suchen. In der Nähe von Farmen und Viehranchen werden sie gegenüber dem Menschen auch zutraulich. Sie sind immer wieder auch mit Glattschnabelanis vergesellschaftet.
Der Guirakuckuck ist häufig in kleinen Trupps zu beobachten, die außerhalb der Brutzeit bis zu 20 Individuen umfassen können. Während der Fortpflanzungszeit sind die Trupps typischerweise kleiner und umfassen dann in der Regel 6 bis acht Individuen. Es sind nicht alle dieser Vögel miteinander verwandt. Vor allem nachts suchen sie die Nähe von Artgenossen und sitzen dann dichtgedrängt in Bambusdickichten oder dicht belaubten Bäumen. Gelegentlich bilden gemeinsam ruhende Guirakuckucks dabei einen Kreis, bei dem jeder Vogel seine Körpervorderseite nach außen gewendet hat. Typisch für diese Art ist auch ein gegenseitiges Gefiederputzen. Morgens, abends und nach Regenschauern nehmen die Mitglieder eines Trupps gemeinsam Sonnenbäder. Sie sitzen dann mit dem Rücken zur Sonne gekehrt, haben die Federn weit gesträubt und lassen die Flügel nach unten hängen.

## Nahrung

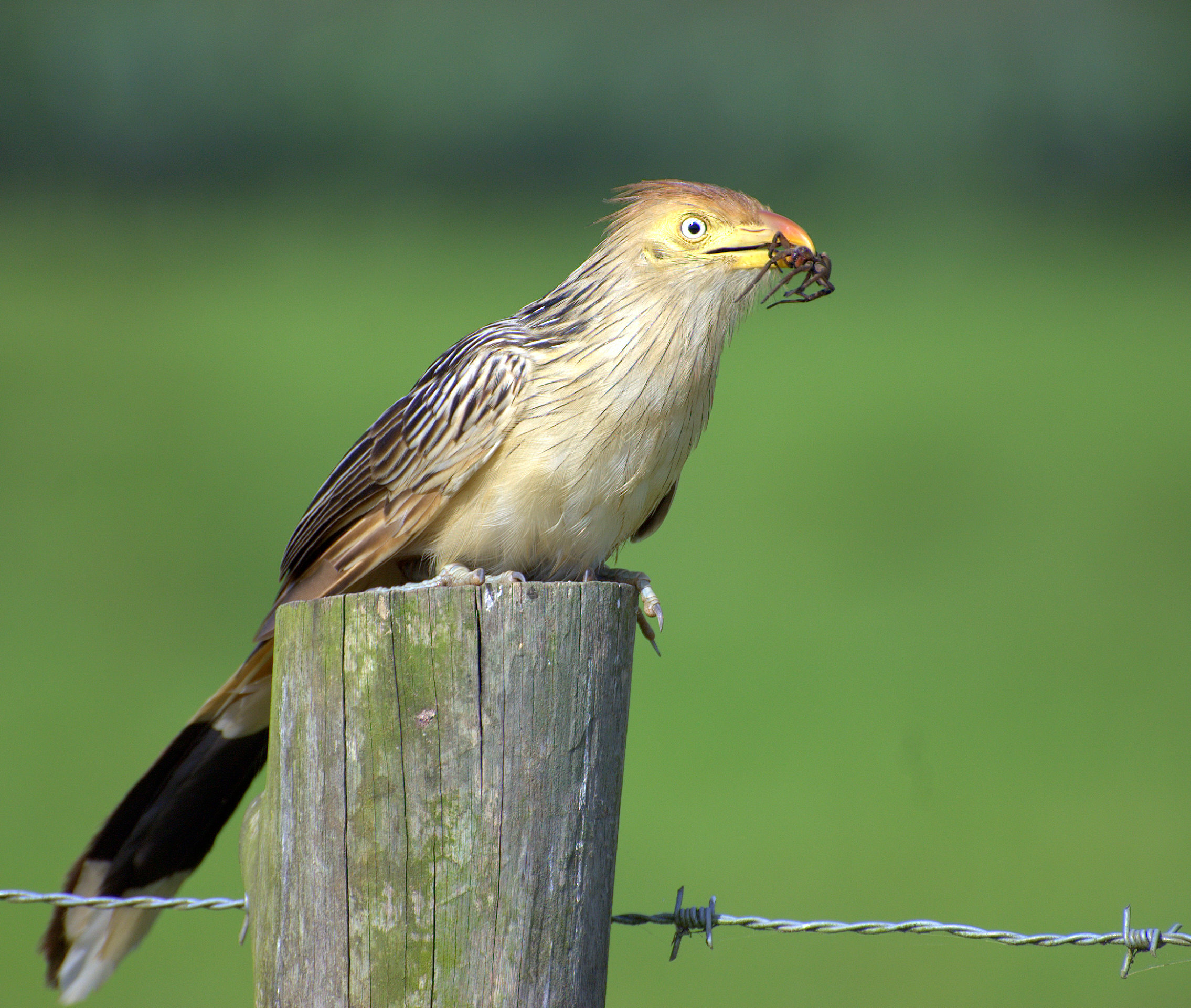
Guirakuckuck, Vorderseite

Guirakuckucke fressen Schnabelkerfen, Käfer, Gottesanbeterinnen, Ameisen, Fliegen, schwärmende Termiten, Heuschrecken, Schmetterlinge und deren Raupen, Spinnen und Landasseln. Zu ihrem Nahrungsspektrum gehören auch kleine Amphibien sowie Eidechsen und Schlagen. Sie fressen außerdem die Eier und Nestlinge einiger anderer Vögel. Dazu zählen unter anderem die Eier und Nestlinge von Rotachsel-Kuhstärlingen, südamerikanische Tyrannenarten und Haussperlinge. Daneben fressen sie auch Mäuse und durchsuchen Küchenabfall nach Fressbarem. Beutetiere werden grundsätzlich ganz verschluckt. Termiten fangen sie, indem sie mitten in den schwärmenden Insekten aufbaumen.
Der Guirakuckuck sucht truppweise meistens am Boden, gelegentlich auf Bäumen nach Nahrung. Der Höhepunkt der Nahrungssuche fällt in den Zeitraum zwischen 10 Uhr morgens und 13 Uhr mittags.
Die Mitglieder eines Trupps halten dabei einen Abstand von etwa einem Meter voneinander. Am Boden scheuchen sie Beutetieren gehend, laufend und springend auf. Gelegentlich beobachten sie den Boden auch von einer Ansitzwarte nach einem Beutetiere ab und springen dann entweder auf den Boden oder gleiten herab, sobald sie ein solches entdeckt haben.

## Fortpflanzung
Während der Fortpflanzungszeit bilden Guirakuckucks kleine Trupps, die zwischen zwei und 18 Individuen umfassen können. Die typische Truppgröße beträgt sechs bis acht Individuen. Der jeweilige Trupp verteidigt ein Revier und legt die Eier in ein Gemeinschaftsnest. N. B. Davies nennt die Guirakuckucke als ein Indiz dafür, dass die Familie der Kuckucke, bei der von 140 Arten 57 obligate Brutschmarotzer sind, in besonderer Weise dazu neigt, Brutparasitismus zu entwickeln. Aus seiner Sicht repräsentieren die gemeinschaftlich nistenden Guirakuckucke eine Entwicklungsstufe auf dem Entwicklungspfad zu einem solchen Verhalten.

### Brutzeit

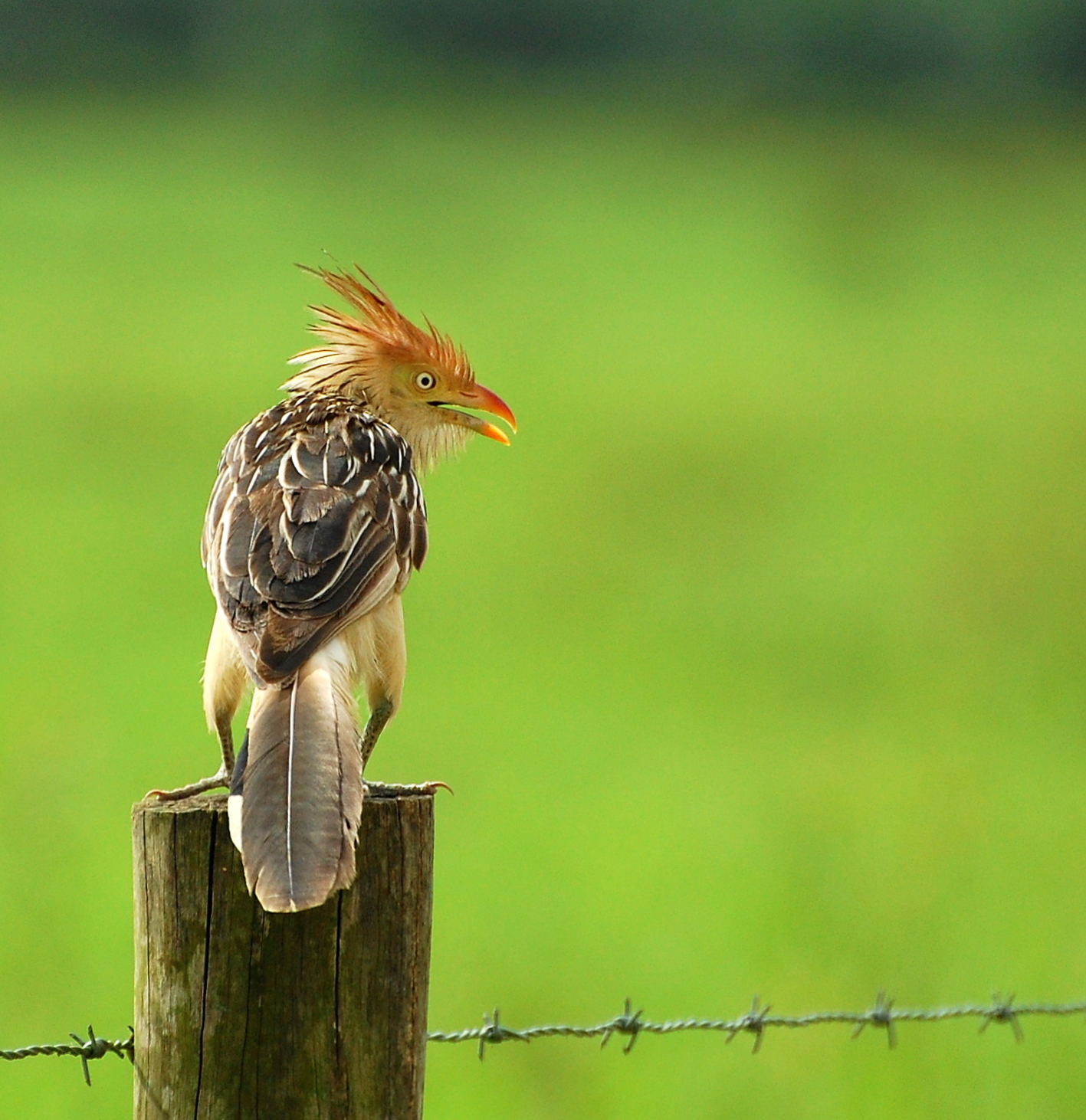
Guirakuckuck, Rückseite

Die Brutzeit des Guirakuckucks variiert innerhalb seines großen Verbreitungsgebietes. So brütet der Guirakuckuck in Zentralbrasilien während der Regenzeit, die von Juli bis März dauert. September und Oktober sind in diesem Zeitraum die Hauptbrutsaison. In der Region um Rio de Janeiro dagegen erstreckt sich die Brutzeit von April bis Februar. In Uruguay dagegen werden brütende Vögel im Zeitraum Oktober bis Dezember beobachtet.
Innerhalb ihrer langen Brutsaison schreiten sie mehrfach zur Brut. In einigen Gebieten wurden bis zu fünf Nistversuche innerhalb einer Brutzeit beobachtet. Nach einem gescheiterten Nistversuch dauert es durchschnittlich 35 Tage, bis ein Trupp erneut mit seinem Gemeinschaftsnest beginnt. Dagegen besteht der Abstand bis zum nächsten Brutversuch durchschnittlich 66 Tage, wenn ein Gelege erfolgreich groß gezogen worden ist.

### Paarung und Nest
Die Paarung der Guirakuckucke findet gewöhnlich am Boden statt. Der Paarung voraus geht ein Werben des Männchens, bei dem dieses mit offenen Flügeln um das auf dem Boden sitzende Weibchen tanzt.
Das große Schalennest besteht aus Ästen, Wurzeln und Grashalmen. Es wird mit grünen Blättern, Stroh und Blumen ausgelegt. Der äußere Durchmesser beträgt zwischen 15 und 40 Zentimeter, der innere zwischen 14 und 20 Zentimeter. Es wird in einzeln stehenden Bäumen oder großen Kakteen errichtet. In Zentralbrasilien nutzt der Guirakuckuck bevorzugt die eingeführten Araukarien als Nistbaum. Grundsätzlich wird das Nest so hoch wie möglich gebaut und befindet sich zwischen 3 und 12 Metern über dem Boden. Alte Nester werden häufig ein weiteres Mal genutzt, nachdem sie mit Nistmaterial ergänzt worden sind. Gelegentlich werden auch Nester anderer Vögel genutzt.

### Eier

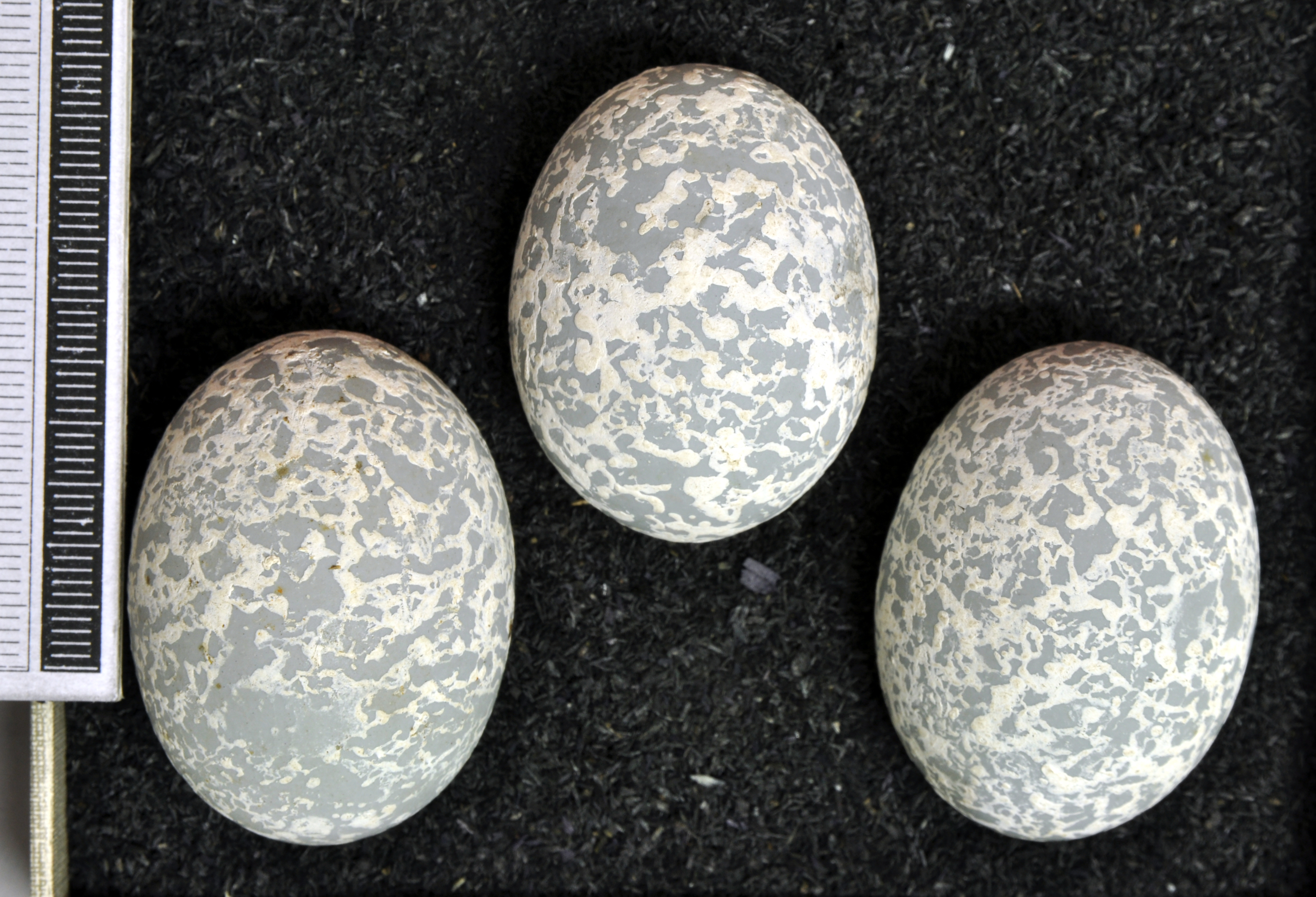
Gelege, Sammlung Museum Wiesbaden

Typischerweise legen bis zu sieben Weibchen in ein Gemeinschaftsnest, die Zahl der Eier ist umso höher je mehr Weibchen zu einem Trupp gehören. Die Gelegegröße beträgt zwischen 4 und 20 Eier. In einem Fall wurden 30 Eier in einem Nest gezählt. Die Eier sind im Verhältnis zum Körpergewicht des Guirakuckucks groß. Der Legeabstand eines individuellen Weibchens beträgt zwei Tage, nur in Ausnahmefällen ist sie in der Lage, ein Ei bereits am nächsten Tag zu legen.
Es kommt vor, dass andere Eier aus dem Nest geworfen werden oder diese so weit am Nestrand liegen, dass sie nicht bebrütet werden. Durchschnittlich geht etwa die Hälfte der Eier dieser Gemeinschaftsgelege verloren. Dieser Verlust von Eiern wird von den Vögeln auch gezielt herbeigeführt: Adulte Guirakuckucke nehmen einzelne Eier in den Schnabel und werfen dieses direkt aus dem Nest oder nehmen ein Ei in den Schnabel, entfernen sich einige Meter vom Nest entfernten und lassen es dort fallen. Dieses Verhalten ist vor allem am Beginn der Eiablage zu beobachten, kann jedoch auch dann vorkommen, wenn die Eier bereits angebrütet sind. Es gibt Indizien, dass dieses Verhalten vor allem bei Weibchen auftritt, die noch nicht mit der Eiablage begonnen haben. Grundsätzlich variieren die Eier eines Weibchens so stark in Größe, Form, Farbe und Muster voneinander, dass sie nicht in der Lage ist, ihre eigenen Eier innerhalb eines Geleges zu identifizieren.
Die Brutdauer beträgt 9 bis 16 Tage. Am Bebrüten der Eier sind gelegentlich auch Männchen beteiligt.

### Jungvögel

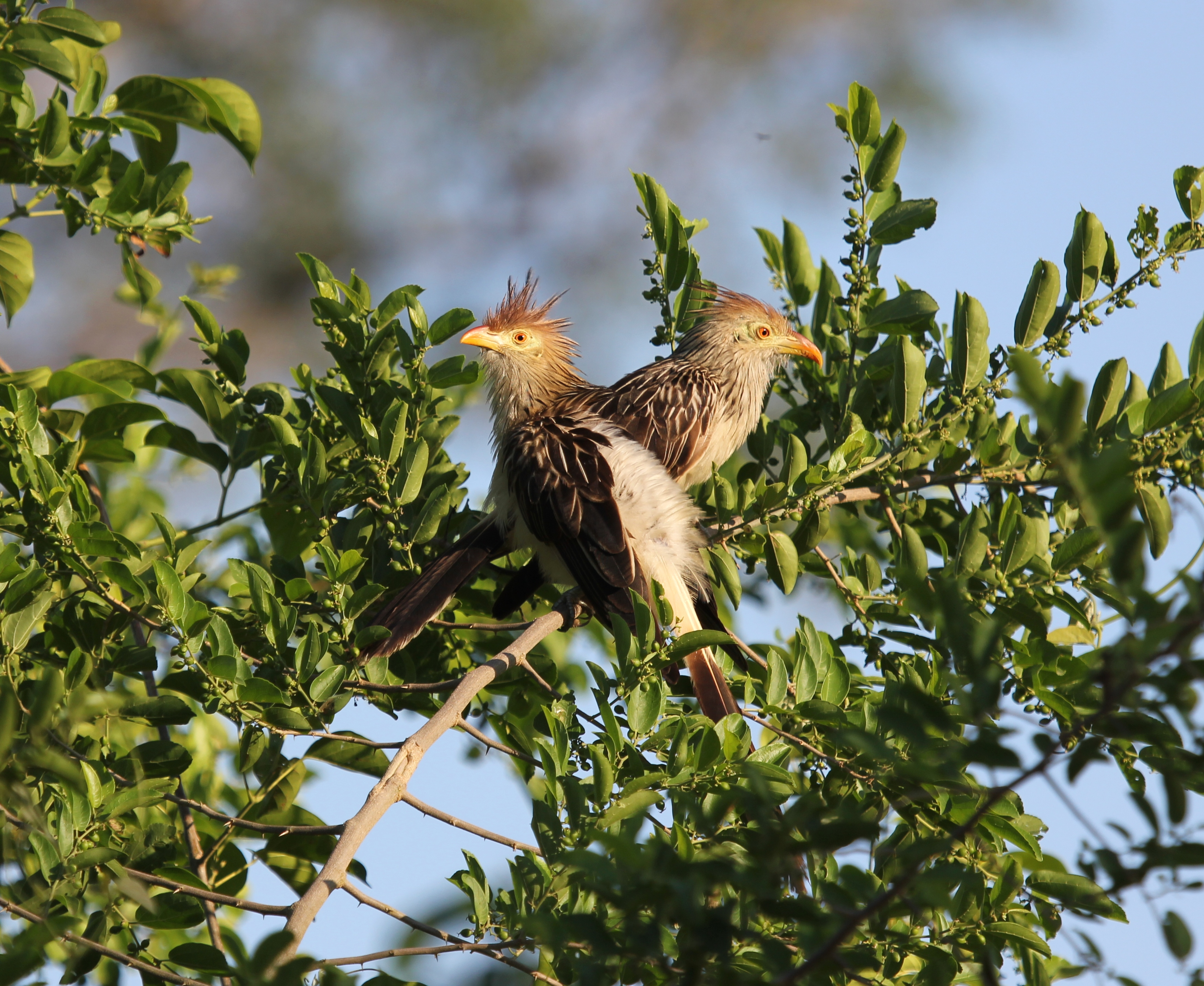
Guirakuckucke sitzen häufig in großer Nähe zueinander im dichten Blattwerk

Nestlinge werden von Mitgliedern des Trupps gelegentlich auch aus dem Nest entfernt oder dort sogar getötet. Dies geschieht meist in den ersten Tagen, nachdem die Nestlinge geschlüpft sind. Dieser Infantizid führt dazu, dass gelegentlich das Nest von dem Trupp aufgegeben wird. Nach einzelnen Untersuchungen beträgt der Prozentsatz der Nester, bei den es zu einem vollständigen oder teilweisen Infantizid kommt, 69 Prozent. Typisch ist jedoch auch, dass sich stets ein adulter Vogel des Trupps in Nestnähe aufhält, wenn dort bereits Nestlinge geschlüpft sind.
Die Nestlinge schlüpfen grundsätzlich alle innerhalb sehr kurzer Zeit – in einer Vielzahl untersuchter Gelege waren aus allen bebrüteten Eier innerhalb von 24 Stunden die Nestlinge geschlüpft. Die längste beobachtete Zeitspanne bis zum Schlupf der Nestlinge eines Nestes betrug vier Tage. Die Nestlingszeit dauert durchschnittlich zwischen 12 und 18 Tagen. Am zweiten Lebenstag sind die Augen geöffnet, die Farbe der Iris ist braun. Mit drei bis vier Tagen beginnen sie sich im Nest zu regen und mit lauten Rufen zu betteln, wenn ein adulter Vogel mit Futter am Nestrand erscheint. Ab dem siebten Lebenstag sind die Jungvögel bereits in der Lage, das Nest zu verlassen, wenn dieses gestört wird. Am zehnten Lebenstag weisen sie bereits ein Gefieder aus, welches dem der adulten Vögel gleicht. Sie halten sich dann schon zunehmend häufiger außerhalb des Nestes auf und verstecken sich im Blattwerk, wenn es zu einer Störung am Nest kommt. Auf den Zweigen klettern sie unter Zuhilfenahme von Schnabel und Flügel herum. Flügge gewordene Jungvögel des Guirakuckucks werden von den adulten noch mindestens drei Wochen außerhalb des Nestes gefüttert. Die Körpergröße der adulten Vögel haben sie im Alter von vier Wochen erreicht.

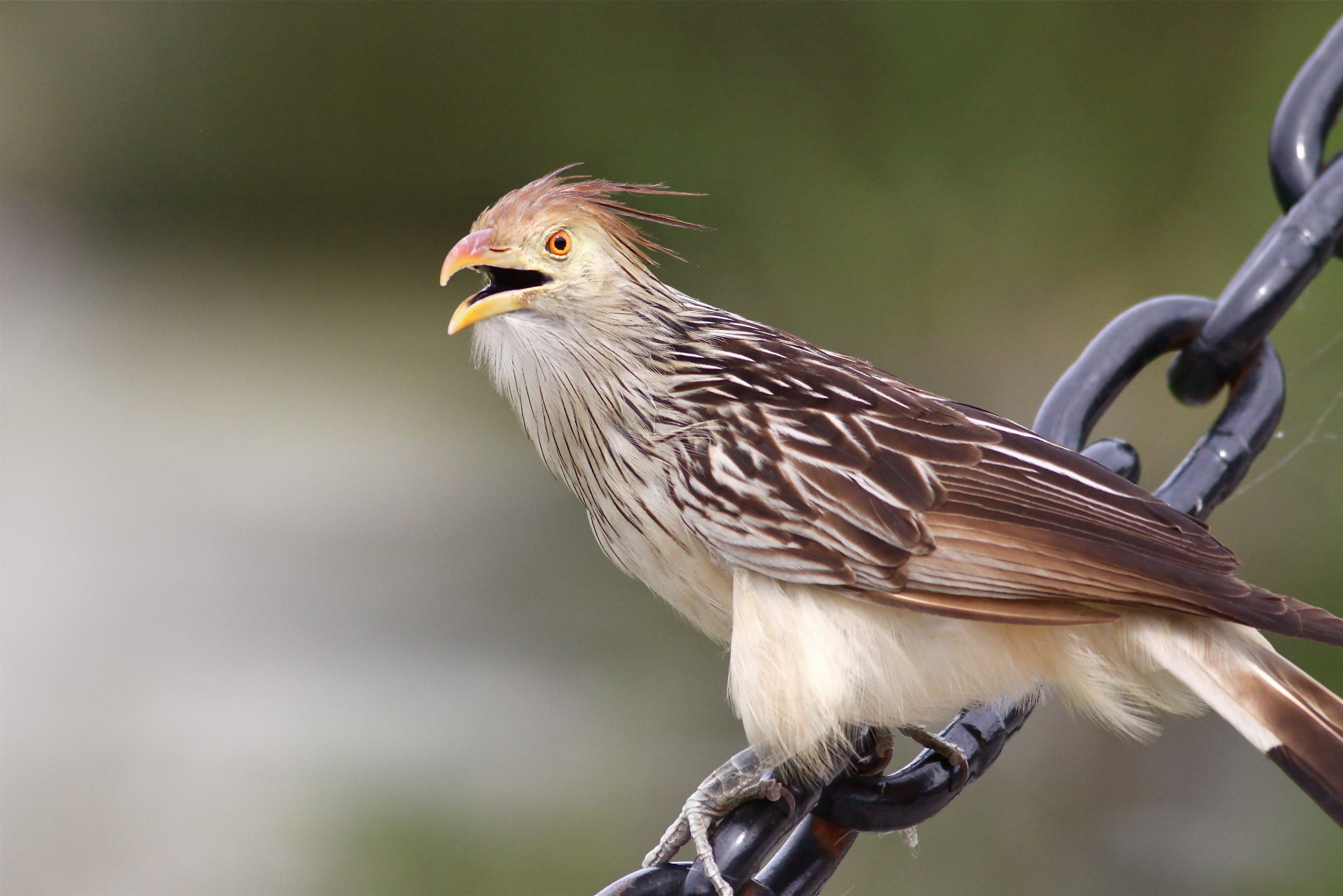
Guirakuckuck

An der Fütterung der Nestlinge sind die meisten oder alle Vögel des Trupps beteiligt. Der Beteiligungsgrad variiert allerdings zwischen den individuellen Truppmitgliedern. Die adulten Vögel tragen überwiegend Insekten zum Nest. Daneben wird den Nestlingen aber auch Frösche, Kröten, Eidechsen, Schlangen, Vögel, Nestlinge anderer Arten und Säugetiere angeboten. Diese Tiere überschreiten selten eine Größe von mehr als sechs Zentimeter. Die Nestlinge schlucken diese Beutetiere im Ganzen.

## Etymologie und Forschungsgeschichte
Die Erstbeschreibung des Guirakuckucks erfolgte 1788 durch Johann Friedrich Gmelin unter dem wissenschaftlichen Namen Cuculus Guira. Als Verbreitungsgebiet gab er Brasilien an. 1830 führte René Primevère Lesson die Gattung Guira ein. Der Begriff ist in der Guaraní-Sprache der Name des Guirakuckucks. Alfred Laubmann erwähnte Crotophaga piririgua Vieillot, 1823 als Synonym zu Guira guira und nennt die Art weit verbreitet in Südamerika. »Piririgua« bedeutet ebenfalls in der Guaraní-Sprache Guirakuckuck. Der Name ist auf Piririgüá y Annós del Piririgüá von Félix de Azara zurückzuführen.

## Mortalitätsursachen und Gefährdung
Guirakuckucke sind sehr kälteempfindliche Vögel. Es kommt immer wieder vor, dass Vögel dieser Art in kalten Nächten unterkühlen und sterben.
Es liegen keine Populationsgrößenschätzungen vor, jedoch wird seitens der IUCN auf Grund des großen Verbreitungsgebietes und der Häufigkeit der Art von keiner Gefährdung ausgegangen.

## Einzelbelege
1. ↑  www.itis.gov – ITIS Standard Report: Guira guira
2. 1 2 3 4  Erhitzøe, Mann, Brammer, Fuller: Cuckoos of the World. S. 101.
3. 1 2 3 4 5 6 7 8 9 10 11  Erhitzøe, Mann, Brammer, Fuller: Cuckoos of the World. S. 102.
4. 1 2 3 4 5  Erhitzøe, Mann, Brammer, Fuller: Cuckoos of the World. S. 103.
5. ↑  N. B. Davies: Cuckoos, Cowbirds and Other Cheats. T & AD Poyser, London 2000, ISBN 0-85661-135-2. S. 246
6. ↑  ZOO BASEL – Tiere – Steckbrief Guirakuckuck (Seite nicht mehr abrufbar, festgestellt im November 2022. Suche in Webarchiven)  Info: Der Link wurde automatisch als defekt markiert. Bitte prüfe den Link gemäß Anleitung und entferne dann diesen Hinweis.
7. ↑  Johann Friedrich Gmelin (1788), S. 414
8. ↑  René Primevère Lesson (1830), S. 149
9. ↑  guira The Key to Scientific Names Edited by James A. Jobling
10. ↑  Louis Pierre Vieillot in Pierre Joseph Bonnaterre, Louis Pierre Vieillot (1823), S. 1356–1357
11. ↑  Alfred Laubmann (1939), S. 194–195
12. ↑  piririgua The Key to Scientific Names Edited by James A. Jobling
13. ↑  Félix de Azara (1805), S. 340–344
14. ↑  Guira guira in der Roten Liste gefährdeter Arten der IUCN 2012. Eingestellt von: BirdLife International, 2012. Abgerufen am 13. November 2012.